# Tamara Divišková
Tamara Divišková (* 9. června 1934, Brno) je česká keramička žijící v Brně. Je dcerou sportovce, letce a automobilového závodníka Karla Divíška a Elmarity Divíškové (rozené Oehlové) a zároveň sestrou herečky Niny Divíškové.

## Životopis
Mezi lety 1950 a 1953 studovala na Škole uměleckých řemesel v Brně, následně mezi lety 1953 a 1955 na Střední uměleckoprůmyslové škole v Uherském Hradišti, a poté Fakultu architektury Vysokého učení technického v Brně. Na studium vzpomíná takto:
| „ | V kvartě jsem málem propadla ze zeměpisu, zachránil mne ředitel školy pod podmínkou, že odejdu na brněnskou Školu uměleckých řemesel. Zkoušku jsem lehce zvládla, ale uvědomělá komise spolužáků svazáků mi udělila roční odklad, abych se „sblížila s dělnickou třídou“. Podařilo se mi tehdy projít třemi podniky, které po mém odchodu okamžitě zanikly … Brněnská škola uměleckých řemesel mne zklamala: zeměpis, matematika, čeština, ruština, dějepis, tvorbu podle živého modelu profesor Lichtág zakázal s odůvodněním, že si nebude vyrábět konkurenci … Protestovala jsem, ale byla jsem jediná ze čtyřiadvaceti spolužáků. Na radu profesora, sochaře Vincence Makovského jsem přestoupila na školu uměleckých řemesel do Uherského Hradiště. Tato škola, na rozdíl od brněnské, patřící pod ministerstvo školství, patřila pod ministerstvo kultury. Byla to skutečně změna: anatomie, dějiny umění, psychologie, literatura, dílny, sádrovna. Živé modely při kreslení nebo modelování byly samozřejmostí… | “ |

## Dílo
Tvořila keramiku, plastiky, reliéfy a mozaiky. První její zakázkou byla plastika v zahradě mateřské školy v Nádvorní ulici. 
Vybraná díla na veřejných prostranství a ve veřejných institucích:
- Rozlet - plastika v atriu základní školy v Brně-Bohunicích
- Vrána - reliéfní nástěnná malba v areálu mateřské školy na sídlišti Brno-Lesná
- Královna noci, Papageno, krmítko a pítko - soubor plastik v parku na Kolišti v Brně, 2002
- náhrobek otci na Ústředním hřbitově v Brně

## Fotogalerie

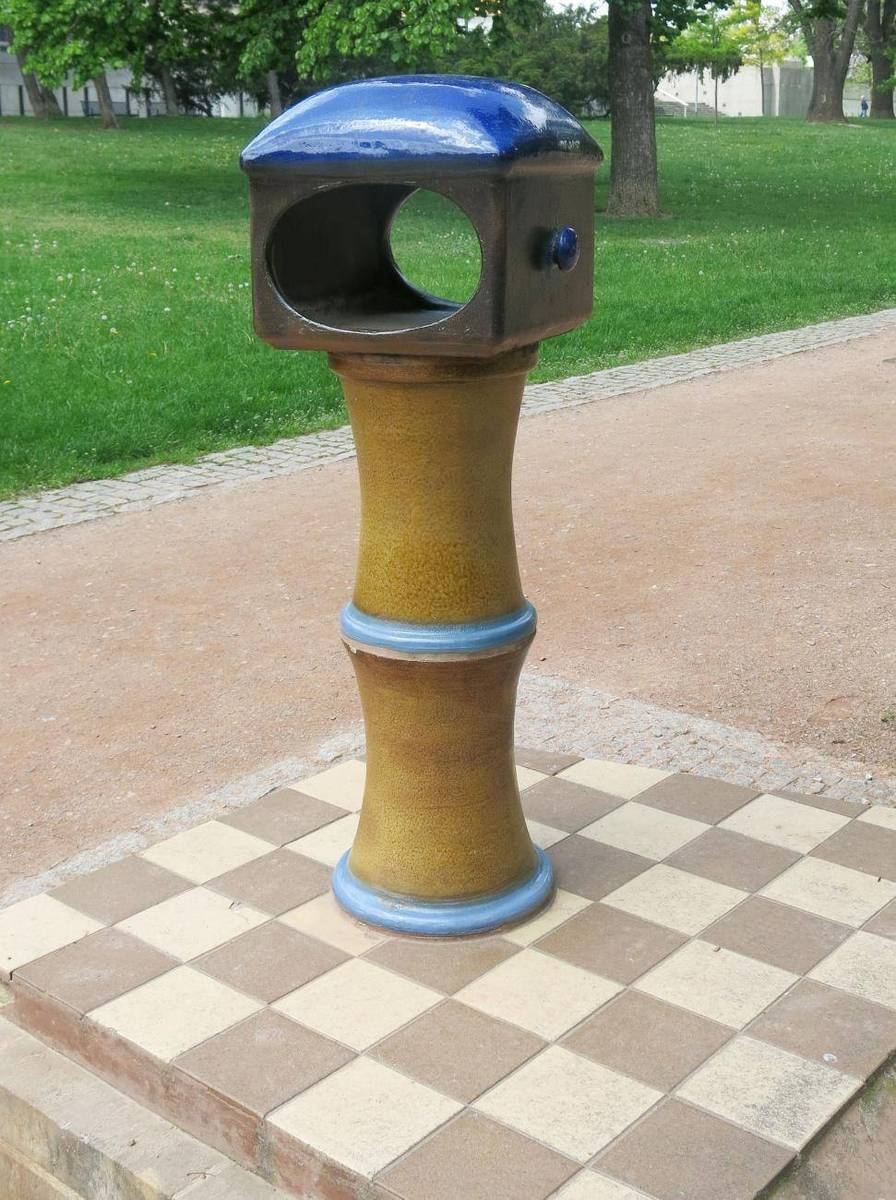
Keramická plastika Ptačí krmítko
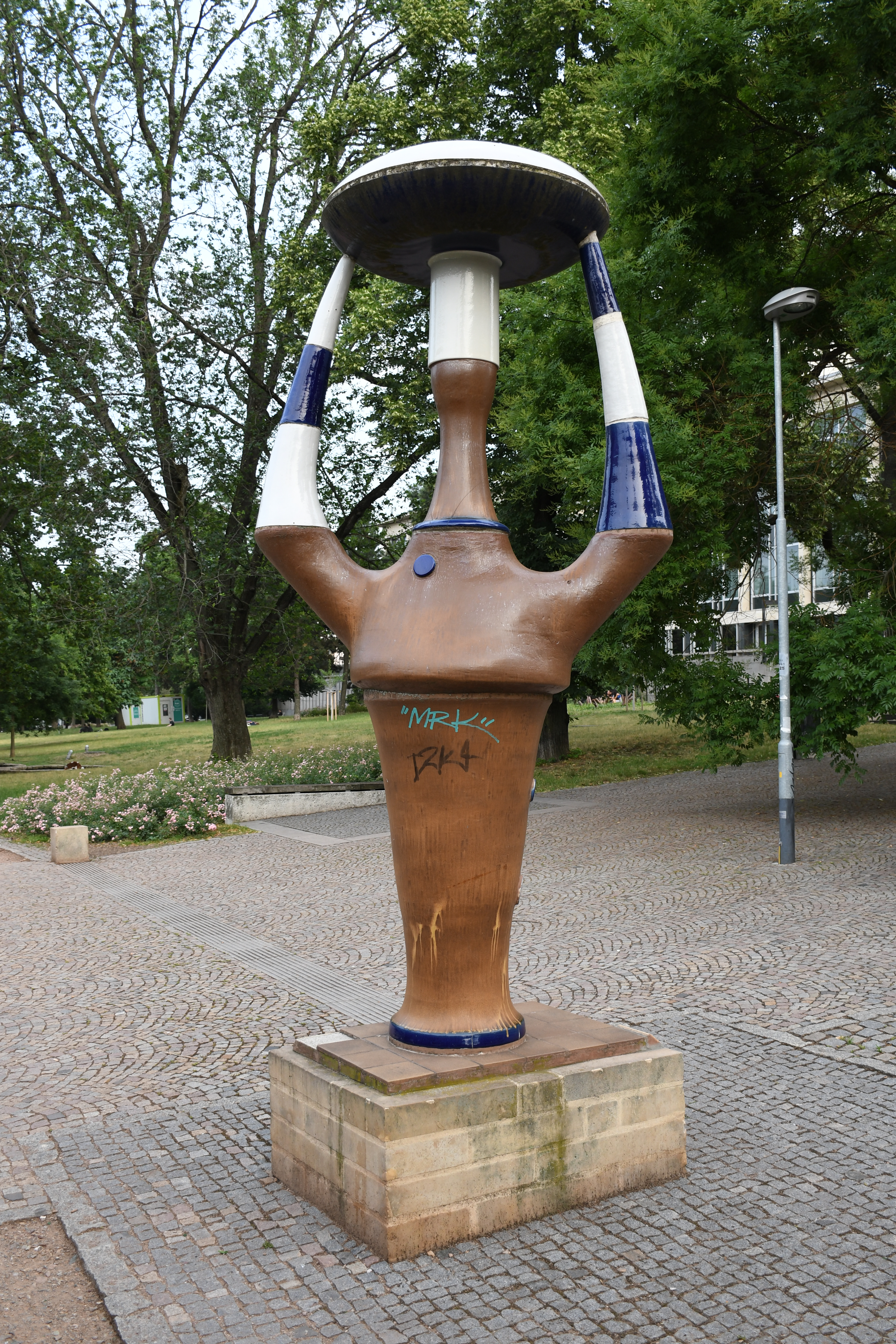
Keramická plastika Královna noci
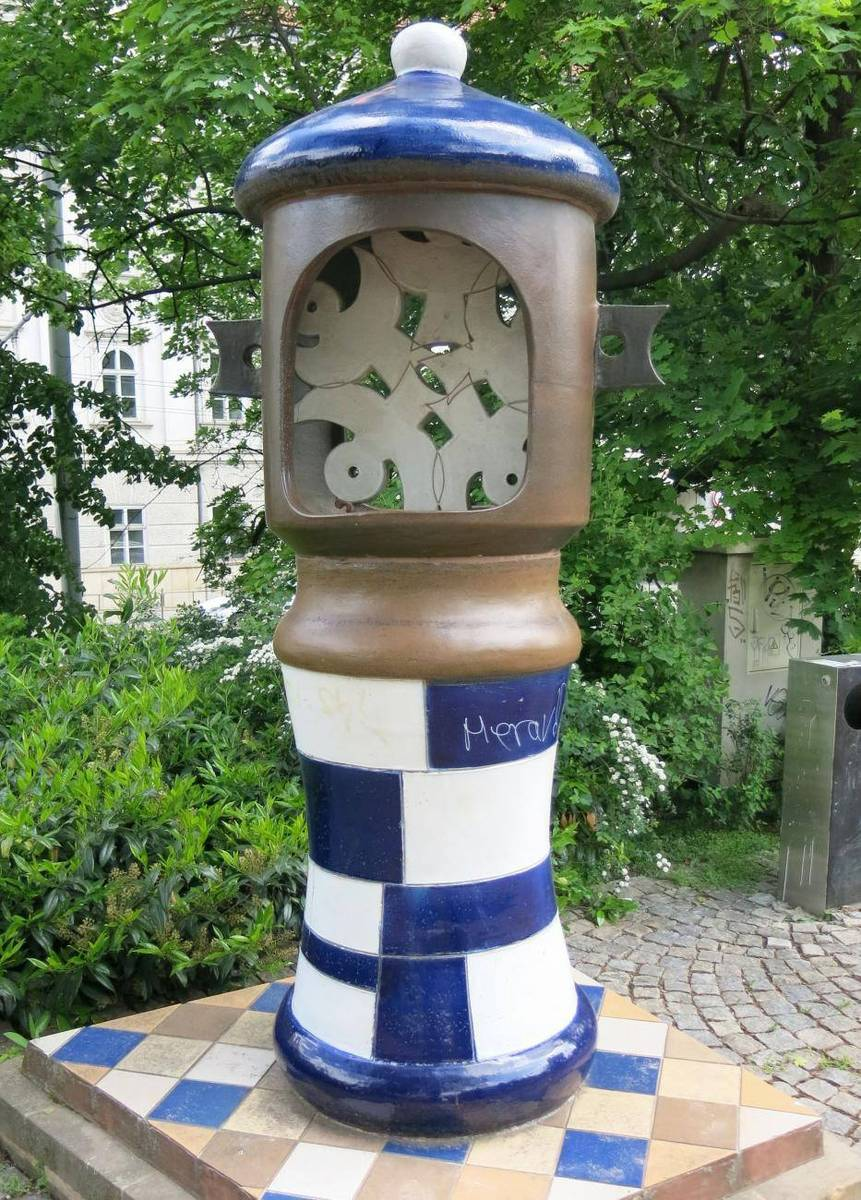
Keramická plastika Papageno
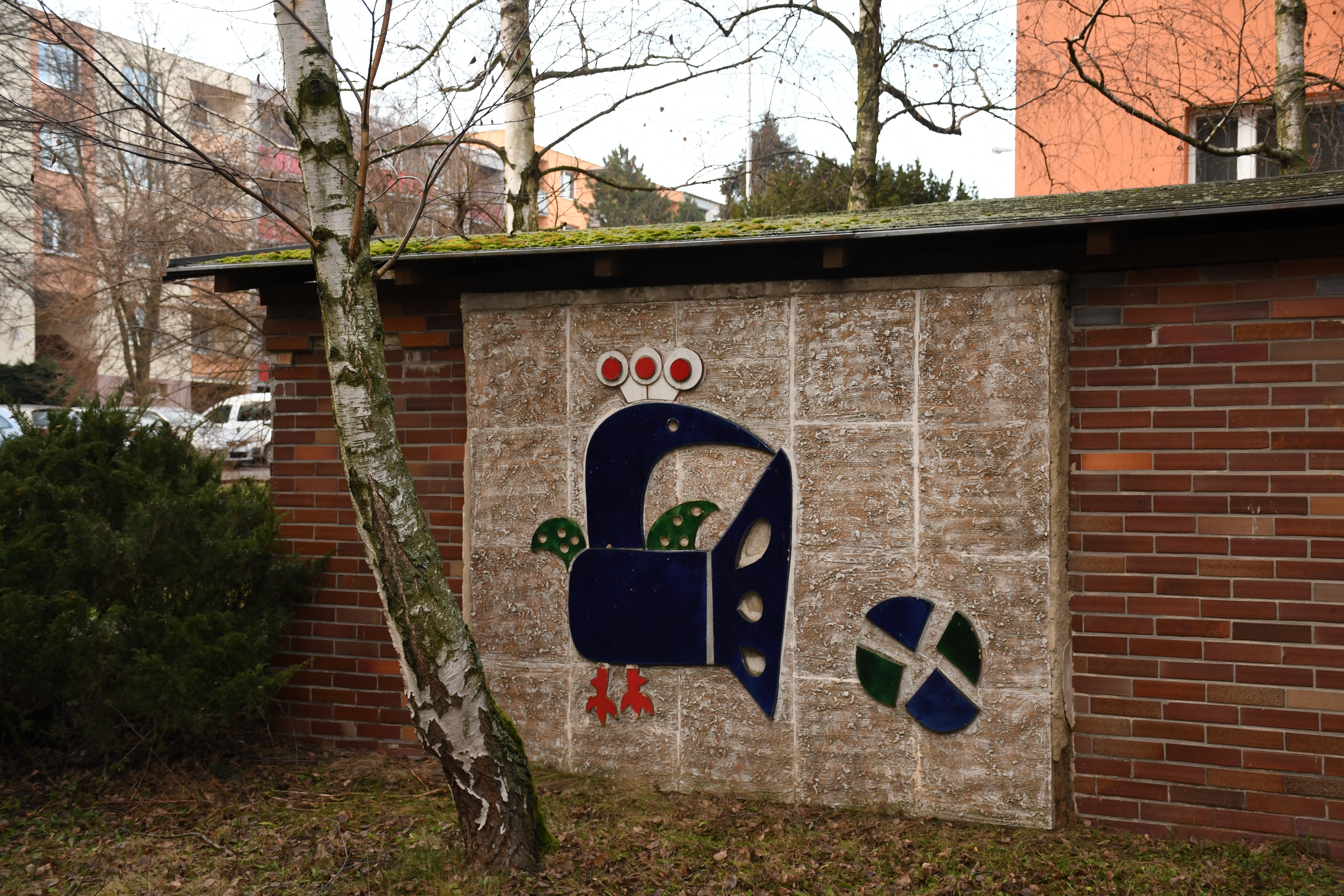
Umělecké dílo na přístřešku pro popelnice